# Brekspiprazol
Brekspiprazol (OPC-34712) je parcijalni agonist D2 dopaminskog receptora. On je u kliničkim ispitivanjima za lečenje depresija, šizofrenije, i hiperkinetičkog poremećaja (ADHD). On je razvijen s ciljem poboljšanja efikasnosti i tolerabilnosti (npr. manje izražene akatizije, agitacije i/ili insomnije) u odnosu na uspostavljene dodatne tretmane za kliničku depresiju.
Ovaj lek je razvila kompanija Otsuka. On se smatra sledećom generacijom njihovog vidoko traženog antipsihotika aripiprazola. Otsukin američki patent na aripiprazol ističe 2014;

## Spoljašnje veze
|  | Molimo Vas, obratite pažnju na važno upozorenje u vezi sa temama iz oblasti medicine (zdravlja). |